# 스티브 클로브스
스티브 클로브스(영어: Steve Kloves, 1960년 3월 18일 ~ )는 미국의 영화 각본가, 프로듀서, 감독이다. 영화 《해리 포터 시리즈》의 각본가로 잘 알려져 있으며, 《해리 포터와 불사조 기사단》을 제외한 모든 작품의 각본을 집필했고 2012년에는 스파이더맨 영화 리부트작인 《어메이징 스파이더맨》의 집필했다.

## 출연 작품
- 모글리: 정글의 전설 (2018)
- 신비한 동물들과 그린델왈드의 범죄 (2018)
- 신비한 동물사전 (2016)
- 해리 포터와 죽음의 성물 - 2부 (2011)
- 해리 포터와 죽음의 성물 - 1부 (2010)
- 해리 포터와 혼혈 왕자 (2009)
- 해리 포터와 불의 잔 (2005)
- 해리 포터와 아즈카반의 죄수 (2004)
- 해리 포터와 비밀의 방 (2002)
- 해리 포터와 마법사의 돌 (2001)
- 원더 보이즈 (2000)
- 악몽 (1993)
- 사랑의 행로 (1989)
- 젊음의 초상 (1984)